# Nature et philanthropie
Nature et philanthropie est le titre distinctif d'une loge maçonnique située à Lorient, en France, et affiliée au Grand Orient de France. Elle est créée le 30 juin 1838.

## Historique
Son temple, situé rue Voltaire, est détruit lors de la Seconde Guerre mondiale par les bombardements qui touchent la ville. Il est reconstruit au même endroit, et inauguré le 20 juin 1954.
Une partie de ses frères étant historiquement militaires, un accord est passé avec des loges d'autres ports militaires français (« La réunion » à Toulon, « Les amis de Sully » à Brest, « La solidarité Jean-Goubert » à Cherbourg, et « L'accord parfait » à Rochefort) pour que tout membre de l'une d'elles puisse être affilié à toute autre en fonction de ses affectations professionnelles.

## Membres
Plusieurs notables de Lorient ont appartenu à cette loge, dont le médecin Louis Bodélio ou plusieurs maires de Lorient comme Joseph Talvas, François Ratier, Édouard Beauvais, Yves Allainmat, ou Jean-Yves Le Drian, ou le député de la circonscription de Lorient Pierre-Paul Guieysse.

## Publications
- L' Orient de Lorient : historique de la franc-maçonnerie à Lorient... : Grand Orient de France, Loge Nature et philanthropie, Lorient, Loge Nature et Philanthropie, 1986 (OCLC 461920943, SUDOC 002444526)